# Dom Pagody (Tel Awiw)
Dom Pagody (hebr. בית הפגודה, Bejt ha-Pagoda) - historyczny dom w osiedlu Lew ha-Ir w zachodniej części miasta Tel Awiw, w Izraelu.

## Historia

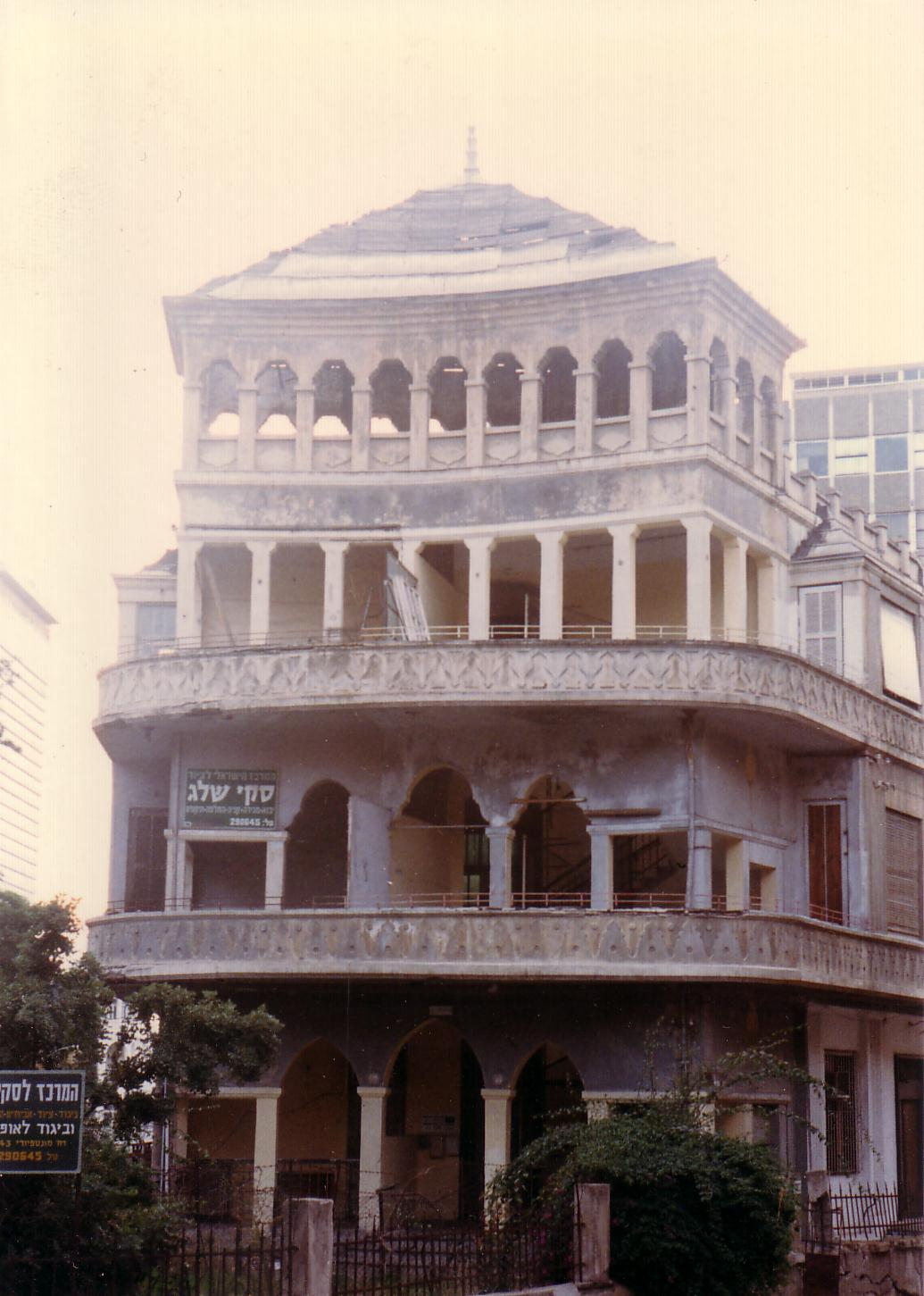
Stan budynku sprzed renowacji, 1988

Projekt budynku przygotował architekt Aleksander Levy. Budowę domu ukończono w 1924. Dom należał do amerykańskiego przedsiębiorcy Maurice Davida Blocha, który w 1920 zainwestował w rozwój plantacji cytrusów w Mandacie Palestyny. W 1935 w budynku zainstalowano windę osobową. Prace te przeprowadził inżynier Jehuda Gisonatheite.
W latach 90. XX wieku zaniedbany dom zakupił amerykański obywatel, który sfinansował przeprowadzoną w 2000 gruntowną renowację Domu Pagody.
Budynek wchodzi w skład zespołu miejskiego Białego Miasta Tel Awiwu, który został w 2003 umieszczony na Liście światowego dziedzictwa UNESCO, jako największe na świecie skupisko budynków modernistycznych.

## Dane Techniczne
Budynek ma 3 kondygnacje. Został wybudowany w stylu architektonicznym określanym nazwą eklektyzmem. Jest on jest wzorowany na architekturze azjatyckiej pagody. W tym eklektycznym budynku można zobaczyć liczne łuki, kolumny doryckie oraz liczne elementy architektury islamu. Dom ten został wzniesiony w 1924 i jest dowodem rosnącej świadomości architektonicznej mieszkańców Tel Awiwu - miasta położonego w szczególnym miejscu, na styku cywilizacji Zachodu i Wschodu.